# Parahelops pubescens
Parahelops pubescens is een keversoort uit de familie Perimylopidae. De wetenschappelijke naam van de soort werd in 1876 gepubliceerd door Charles Owen Waterhouse.